# Louise Nordahl
Louise Elinora Nordahl, född 1 juli 1993 i Örkelljunga församling i Kristianstads län, är en svensk imitatör, komiker och skådespelare.

## Biografi

### Privatliv
Nordahl är från Ängelholm och har i vuxen ålder även bott i Göteborg och Stockholm. Efter gymnasiet i Helsingborg studerade Nordahl till socionom i Stockholm.
Nordahl gifte sig 2022 med Kristoffer Nordahl, född Olofsson.

### Karriär
Hennes karriär inleddes 2014 med att hon publicerade videoklipp på sociala medier där hon imiterade deltagare i dokusåpan Paradise Hotel.
Under 2017 var medverkade Nordahl jämte Johan Bjerkander i Sveriges Radio P3:s humorprogram Humorn i P3 – Trevlig helg. Mellan 2018 och 2021 deltog hon i underhållningsprogrammet Mumbo Jumbo i TV4 med bland andra Daniel Norberg, Christian Åkesson och Shanthi Rydwall Menon.
Under 2020 medverkade Nordahl i tre föreställningar av Scalarevyn på Scalateatern. Revyn är gjord av Michael Lindgren och Henrik Dorsin, förutom Nordahl medverkar bland andra Johan Ulvesson och Vanna Rosenberg. På grund av de restriktioner som följde på coronaviruspandemin ställdes resterande föreställningar in. Ensemblen medverkade då i stället i TV-serien Premiärdatum oklart på SVT Play. Scalarevyn har dock premiär igen i augusti 2021.
Nordahl medverkar även i säsong 7 av TV-serien Solsidan under 2021. Under 2021 långfilmsdebuterade även Nordahl i Snälla kriminella av Sara Young.

## Filmografi (i urval)
- 2018 - Laxbralla (TV-serie)[13]
- 2018 - 2021 - Mumbo Jumbo (TV-program)[7]
- 2019 - Spiken (TV-serie)[14]
- 2021 - Snälla kriminella[15]
- 2021 - Solsidan (TV-serie)[16]
- 2023 - LOL: Skrattar bäst som skrattar sist (TV-serie)
- 2023 - Hela kändis-Sverige bakar – säsong 10 (TV-serie)
- 2023 - Laxbralla (TV-serie)

## Teater
| År   | Roll        | Produktion               | Regi             | Teater       |
| ---- | ----------- | ------------------------ | ---------------- | ------------ |
| 2021 | Medverkande | Scalarevyn Henrik Dorsin | Michael Lindgren | Scalateatern |